# イベット・ラロワ＝コリオ
イベット・ラロワ＝コリオ（Ивет Мирославова Лалова-Колио、1984年5月18日‐）は、ソフィア（ブルガリア）出身の陸上競技選手である。
2004年6月に行われた陸上ヨーロピアンカップの100mで、10秒77の好タイムを記録した。同年のアテネオリンピックでは優勝候補と目されていたが、100mでは4位、200mでは5位に終わり、メダル獲得はならなかった。しかし、当時20歳であり、その後の活躍が大いに期待された。
2005年から2007年にかけての度重なる故障により、この2年間、ラロワは目立った成績を残すことができなかった。しかし、最近では、世界陸上大阪大会で準々決勝進出、北京オリンピックで準決勝進出を果たすなど、復調してきている。
2013年9月にイタリアの陸上競技選手であるシモーネ・コリオと結婚している。
2016年8月のリオデジャネイロオリンピックでは100mに出場、予選を突破するも準決勝で棄権し敗退した。

## 主な成績
| 年   | 大会                               | 場所                       | 種目 | 結果 | 記録   |
| ---- | ---------------------------------- | -------------------------- | ---- | ---- | ------ |
| 2004 | オリンピック                       | アテネ(ギリシャ)           | 100m | 4位  | 11秒00 |
| 2004 | オリンピック                       | アテネ(ギリシャ)           | 200m | 5位  | 22秒57 |
| 2004 | IAAFワールドアスレチックファイナル | モンテカルロ(モナコ)       | 100m | 7位  | 11秒28 |
| 2004 | IAAFワールドアスレチックファイナル | モンテカルロ(モナコ)       | 200m | 7位  | 23秒37 |
| 2005 | ヨーロッパ室内陸上選手権           | マドリード(スペイン)       | 200m | 1位  | 22秒91 |
| 2007 | IAAFワールドアスレチックファイナル | シュトゥットガルト(ドイツ) | 100m | 7位  | 11秒59 |

## 自己記録
- 100m　10秒77　（2004年6月19日、世界歴代10位）
- 200m　22秒51　（2004年7月17日）